# Cyrtandra saniensis
Cyrtandra saniensis är en tvåhjärtbladig växtart som beskrevs av Rudolf Schlechter. Cyrtandra saniensis ingår i släktet Cyrtandra och familjen Gesneriaceae. Inga underarter finns listade i Catalogue of Life.